# Csordás István
Csordás István (Nagymányok, 1939. június 8. –) labdarúgó, hátvéd, labdarúgóedző.

## Pályafutása
1961 és 1973 között a Komlói Bányász labdarúgója volt. Az élvonalban 1962. március 4-én mutatkozott be a Dorog ellen, ahol csapata 3–0-s győzelmet aratott. Tagja volt 1970-es magyar kupa-döntős csapatnak. Összesen 160 első osztályú bajnoki mérkőzésen lépett a pályára és négy gólt szerzett.
Visszavonulása után edzőként tevékenykedett. Az 1987–88-as idényben az első osztályú Kaposvári Rákóczi vezetőedzője volt. Dolgozott továbbá a Komlói Bányásznál, Mohácson, Barcson, Siklóson és a Pécsi Postásnál. Öt évig volt a PVSK utánpótlás edzője.

## Sikerei, díjai
- Magyar kupa (MNK)
  - döntős: 1970